# ويسكاس
ويسكاس (بالإنجليزية: Whiskas)‏ (المعروفة سابقًا باسم كال كان Kal Kan) هي علامة تجارية لأطعمة القطط تُباع دوليًا. وهي مملوكة لشركة مارس المتحدة الأمريكية. وهي متوفرة إما على شكل قطع تشبه اللحوم في علب أو أكياس أو بسكويت جاف. تأتي معظم العبوات بلون أرجواني مميز وصورة ظلية منمنمة لرأس قطة.

## روابط خارجية
- موقع ويسكاس بالعربية